# Biuro Informacji i Propagandy

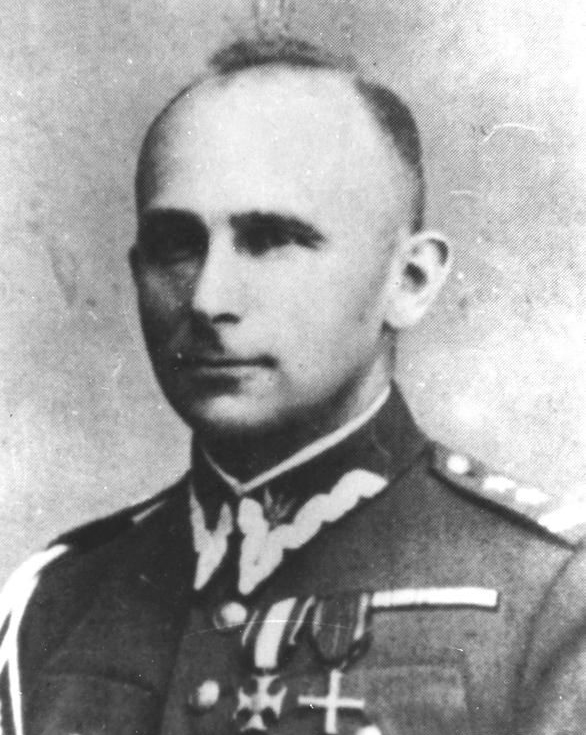
Jan Rzepecki

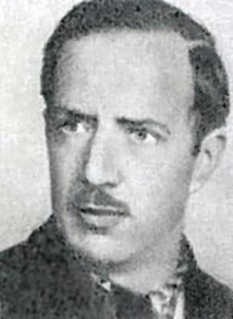
Tadeusz Żenczykowski

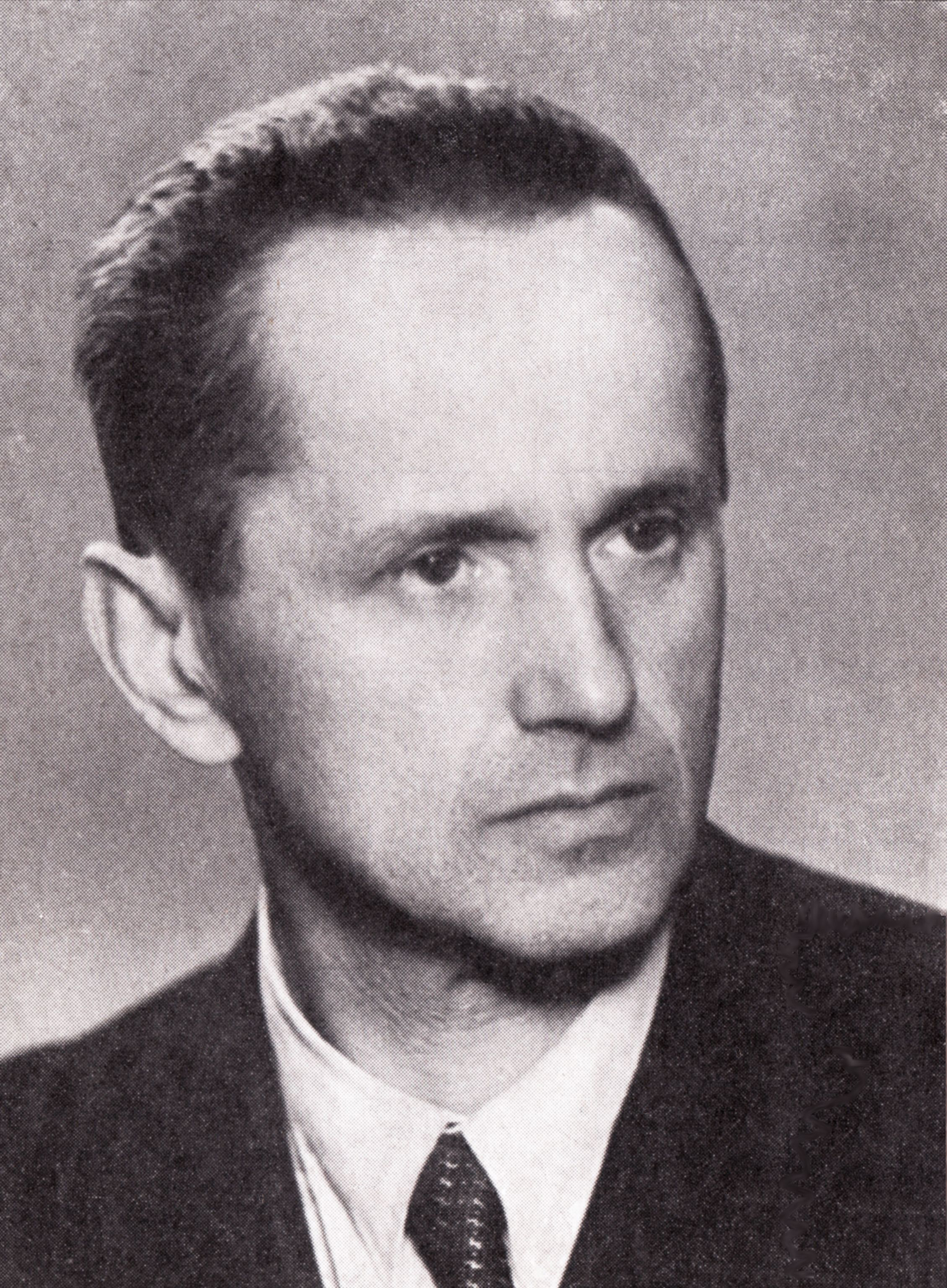
Kazimierz Moczarski

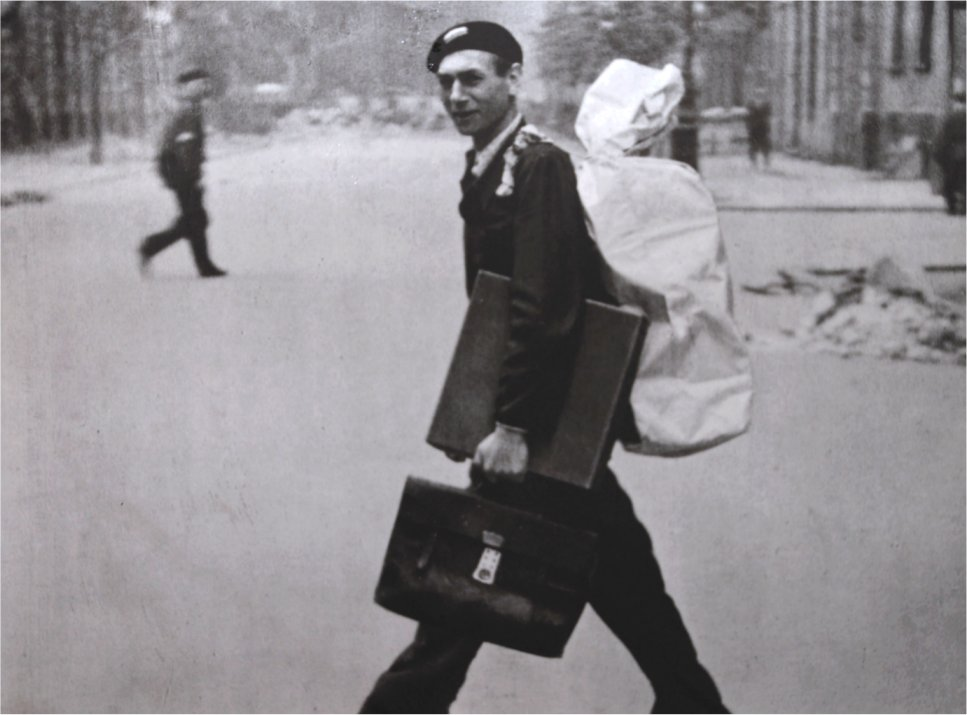
Wacław Kaźmierczak w powstaniu warszawskim

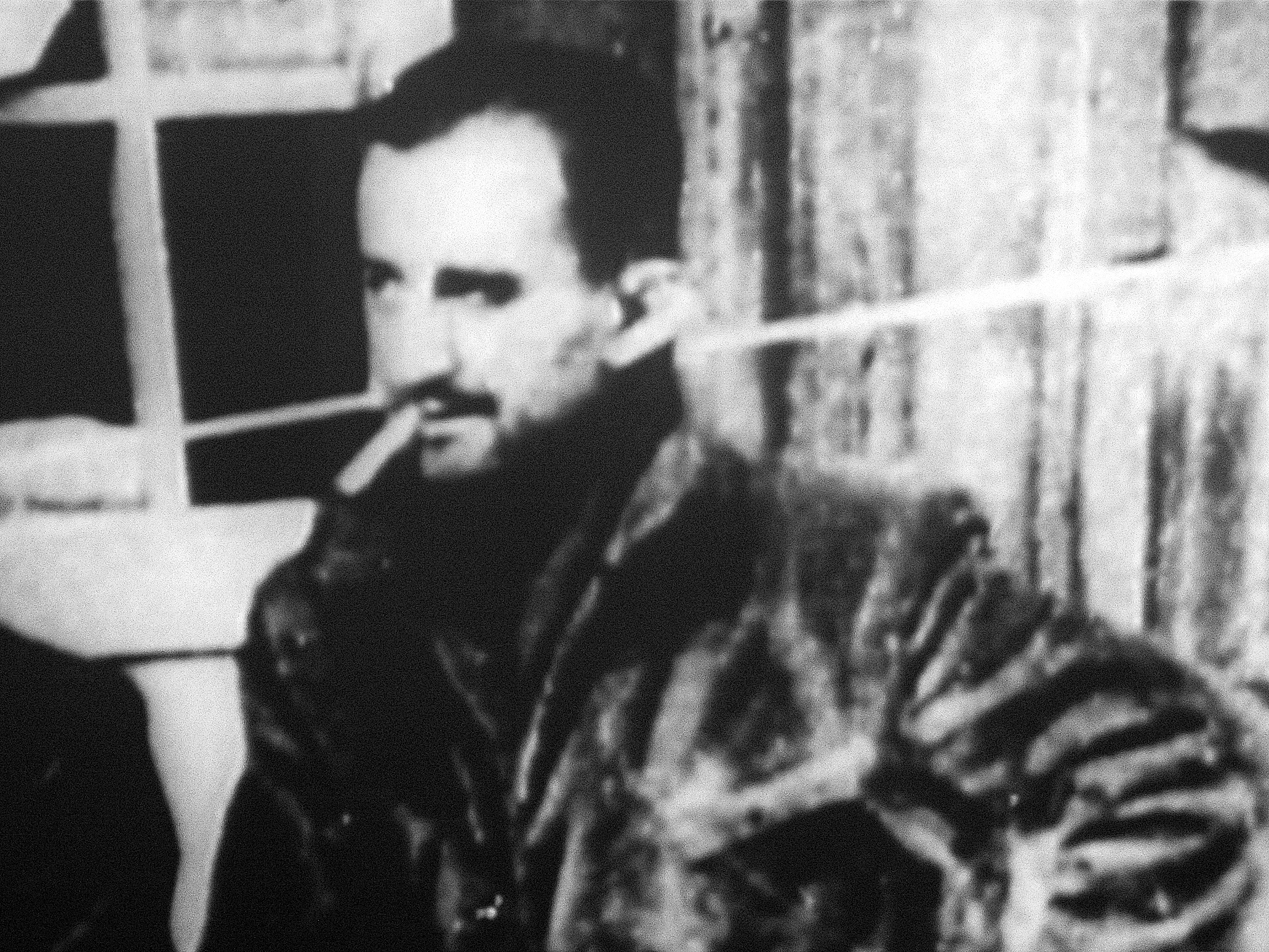
Antoni Bohdziewicz – kierownik Referatu Filmowego

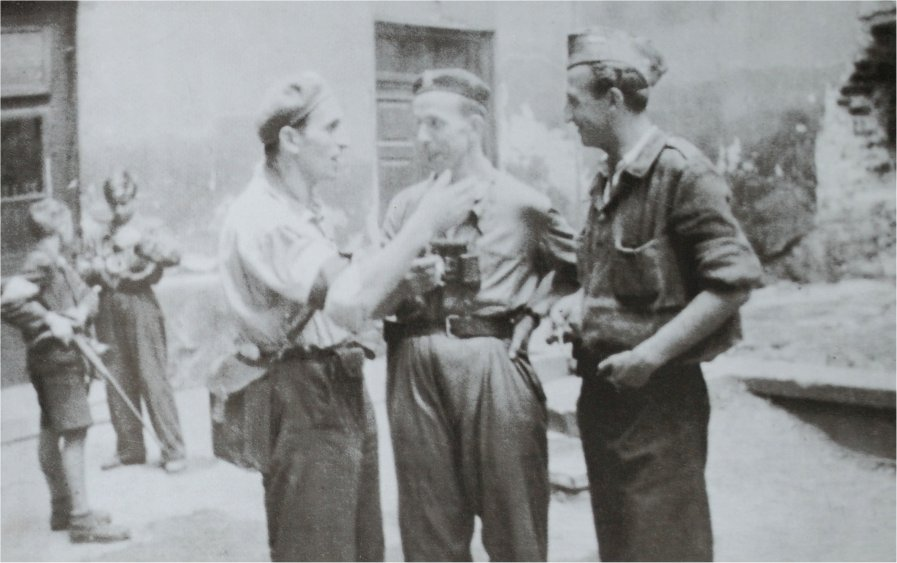
Joachim Joachimczyk, fotoreporter Referatu Fotograficznego (pierwszy z lewej)

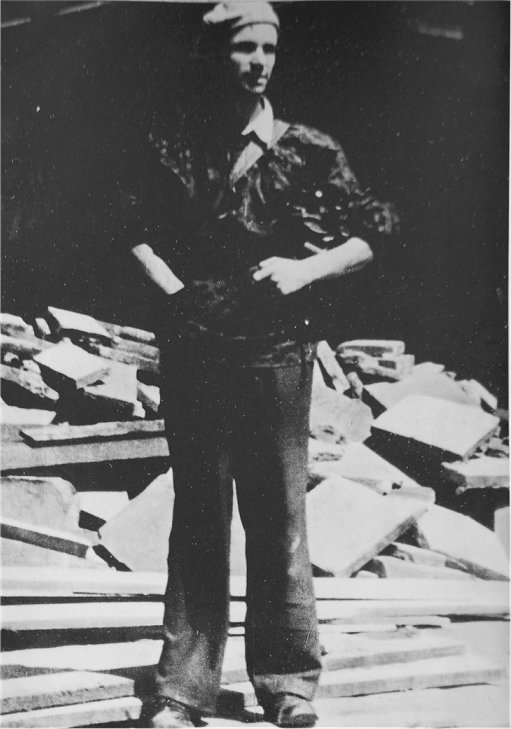
Andrzej Ancuta – operator Referatu Filmowego

Biuro Informacji i Propagandy Komendy Głównej Związku Walki Zbrojnej – Armii Krajowej (BIP KG ZWZ – AK) – konspiracyjny oddział utworzony na przełomie marca i kwietnia 1940 w okupowanej przez Niemców Polsce i podlegający Związkowi Walki Zbrojnej, a później Komendzie Głównej Armii Krajowej (jako VI Oddział).
Szefem BIP do jesieni 1940 był mjr Tadeusz Kruk-Strzelecki, następnie płk dypl. Jan Rzepecki (ps. „Wolski”, „Prezes”). Do końca 1940 r. zastępcą był Hipolit Niepokulczycki. Od października 1944 do stycznia 1945 kpt. Kazimierz Moczarski.
Do zadań BiP-u należało informowanie polskiego społeczeństwa o działaniach polskiego rządu w Londynie, dokumentowanie działań okupanta niemieckiego, walka psychologiczna z propagandą hitlerowską, podbudowywanie solidarności w walce o niepodległość narodu polskiego, zbieranie informacji, raportów, rozkazów. BIP wydawało pisma: „Biuletyn Informacyjny”, „Werble wolności”, „Wiadomości Polskie” i „Insurekcja”, zaś niektóre Referaty prowadziły szkolenia: Dział A (Informacyjno-filmowy), udzielał tajnych szkoleń fotoreportażu, reżyserii, obsługi megafonów. Oddział odpowiedzialny był również za konstruowanie i uruchamianie konspiracyjnych radiostacji, w trakcie samego tylko powstania warszawskiego działało pięć niezależnych rozgłośni radiowych Polskiego Państwa Podziemnego, w tym m.in. słynne: „Błyskawica” i „Burza”.
Dla BIP-u pracowali m.in.: operatorzy i montażyści Antoni Bohdziewicz, Wacław Kaźmierczak, Leonard Zawisławski, Seweryn Kruszyński; reżyserzy Jerzy Gabryelski, Jerzy Zarzycki, Bohdan Korzeniewski, Andrzej Ancuta; fotografowie Sylwester Braun, Joachim Joachimczyk; architekci Gerard Ciołek, Jan Zachwatowicz; dziennikarze Aleksander Kamiński, Witold Giełżyński; historycy Aleksander Gieysztor, Marceli Handelsman, Witold Kula, Tadeusz Manteuffel, Władysław Bartoszewski, Stanisław Herbst; historycy sztuki Michał Walicki, Stanisław Lorentz; inżynierowie: Antoni Zębik, Bolesław Drożdż, Roman Kitzner; filolog Kazimierz Feliks Kumaniecki; a także socjolog Halina Krahelska i prawnik Zygmunt Kapitaniak. Łączniczkami były m.in. Krystyna Wyczańska, Hanna Bińkowska.

## Struktura organizacyjna BIP-u
- Szef BIP-u –
  - mjr rez. Tadeusz Kruk-Strzelecki „Dyrektor”, „Szczepan” październik 1939 – październik 1940
  - płk Jan Rzepecki „Prezes” październik 1940 –
- Sekretariat – kierownictwo: Irena Piasecka (ps. „Elżbieta”, „Kreska”)
- Dział Finansowy – Maria Wielhorska-Szpręglewska (ps. „Maska”)
- Dział Pocztowy – NN (ps. „Anna”)
- Dział Łączności Alarmowej – Irena Markiewicz (ps. „Jaga”)
- Komórka Mikrofotograficzna – Andrzej Pronaszko (ps. „Majster”)
- Wydział Propagandy Bieżącej – mjr Tadeusz Wardejn-Zagórski (ps. „Gozdawa”)
  - Sekretariat – Hanna Hryniewiecka (ps. „Maryna”)
  - Biuletyny Agencyjne (redakcje „Biuletynu Informacyjnego”, „Wiadomości Polskich”, „Głosu Ojczyzny”)
  - Wojskowe Biuro Historyczne – dr Stanisław Płoski (ps. „Sławski”)
- Wydział Informacji – kierownictwo: mjr Jerzy Makowiecki (ps. „Tomasz”), por. Aleksander Gieysztor (ps. „Lissowski”, „Borodzicz”)
  - Sekretariat – Zofia Straszewska (ps. „Magdalena”)
  - Biuro Wydziału Informacji
  - Podwydział W – sytuacja wewnętrzna okupowanej Polski – Antoni Szymanowski (ps. „Brun”)
    - Referat W 1 – polityka okupanta, germanizacja, propaganda niemiecka, rejestrowanie aktów terroru
    - Referat W 2 – administracja, ustawodawstwo okupanta, aparat samorządowy
    - Referat W 3 – problematyka gospodarcza
    - Referat W 4 – sprawy społeczne
    - Referat W 5 – sprawy kulturalne

  - Podwydział P – Kazimierz Ostrowski (ps. „Łaski”)
    - Referat P 1 – zorganizowane życie polityczne podziemia
    - Referat P 2 – organizacje komunistyczne i komunizujące
    - Referat P 3 – postawa polskiego społeczeństwa
    - Referat P 4 – problematyka oporu społecznego
    - Referat P 5 – prasa i wydawnictwa programowe stronnictw politycznych
    - Referat Żydowski – Henryk Woliński (ps. „Wacław”)

  - Podwydział R – Informacji Radiowej – Jerzy Olivier-Merson (ps. „Wiktor”)
    - Referat R 1 – redakcja „Dziennika Radiowego”
    - Referat R 2 – redakcja „Służby Reutera”
    - Referat R 3 – redakcja „Biuletynu Sztabowego”
    - Referat R 4 – redakcja „Serwisu Kościuszki” i „Świtu”
    - Inspektorat Terenowy
- Wydział Propagandy Mobilizacyjnej – kierownictwo: kpt. Tadeusz Żenczykowski (ps. „Kania”, „Kowalik”)
  - Podwydział Propagandy „N” – kpt. Tadeusz Żenczykowski
    - Dział I Organizacyjny – Antoni Szadkowski (ps. „Leszek”)
      - Zespół kurierski
      - Zespół do „Obsługi”
      - Komórka Legalizacyjna

    - Dział II – Studiów – Michał Mendys (ps. „Baca”)
      - Komórka Gospodarcza
      - Komórka Historyczna
      - Komórka Wewnątrzpolityczna
      - Komórka Propagandowa
      - Komórka Prasowa
      - Komórka Zagraniczna
      - Dział III – Redakcyjny – kierownictwo: prof. Kazimierz Feliks Kumaniecki (ps. „Kozakiewicz”)

    - Redakcje pism: „Der Klabautermann”, „Die Ostwache”
    - Dział IV Akcji specjalnych – Kazimierz Gorzkowski (ps. „Godziemba”, „Wolf”)
    - Dział V Kolportażu – Jerzy Rolicki (ps. „Jacek”)

  - Podwydział Propagandy Mobilizacyjnej „Rój” – Zygmunt Ziółek (ps. „Sawa”)
    - Dział A (Informacyjno-filmowy) – Stanisław Olkusznik (ps. „Śmiałowski”)
      - Referat Prasowy – Sławomir Dunin-Borkowski (ps. „Jaskólski”)
      - Referat Radiowy – Stanisław Zadrożny (ps. „Pawlicz”)
      - Referat Megafonowy – Czesław Kotlarczyk (ps. „Czema”)
      - Referat Fotograficzny – Wacław Żdżarski (ps. „Kozłowski”)
      - Referat Filmowy – Antoni Bohdziewicz (ps. „Wiktor”)

    - Dział B – Propagandy Kultury – Bronisław Rutkowski (ps. „Korycki”)
      - Referat Literacki – Stanisław Ryszard Dobrowolski (ps. „Goliard”)
      - Referat Muzyczny – Bronisław Rutkowski (ps. „Korycki”)
      - Referat Teatralny – Józef Wyszomirski (ps. „Albin”)
      - Referat Wydawniczy – Józef Marian Sosnowski (ps. „Brzeziński”)
      - Referat Księgarń i Bibliotek – Tadeusz Suchocki (ps. „Radwan”)
      - Referat Plastyczny – Mieczysław Jurgielewicz (ps. „Narbutt”)

    - Dział C – Techniczny – Kazimierz Dobrowolski (ps. „Szymczak”)[10]
    - Dział D – Propagandy Polowej – Stanisław Ostrowski (ps. „Bogdan”)
      - Referat Patroli
      - Referat BIP-ów polowych
      - Referat Wyposażenia

  - Redakcja „Gawęd Żołnierskich” – Zygmunt Ziółek (ps. „Sawa”)
  - Podwydział Pomoc Żołnierzowi[11] – mjr Hanna Łukaszewicz (ps. „Ludwika”)
    - Referat Organizacyjny
    - Referat Propagandowo–szkoleniowy
    - Referat Gospodarczy
    - Referat Pomocy Społecznej

  - Podwydział „Antyk” – kpt. Tadeusz Żenczykowski (ps. „Krawczyk”)
    - Dział Redakcyjny – kpt. Tadeusz Żenczykowski
    - Dział Organizacyjny – NN
    - Dział Kolportażowy – Bolesław Trenda
- Wydział Kolportażu – kierownictwo: Wanda Kraszewska-Ancerewicz (ps. „Lena”)
- Tajne Wojskowe Zakłady Wydawnicze – kierownictwo: Jerzy Rutkowski (ps. „Michał”, „Kmita”)
  - Sekretariat – Maria Rutkowska-Mierzejewska (ps. „Janka”)
  - Dział Administracyjny – Igor Telechun (ps. „Łukasz”)
  - Dział Zaopatrzenia – Aleksander Wąsowski (ps. „Józef”)
  - Dział Techniczny – Stefan Berent (ps. „Steb”)
  - Komórka kreślarska – Stanisław Kunstetter (ps. „Krzysztof”)
  - Drukarnia W 2 – Jerzy Paszyc (ps. „Stefan”)
  - Drukarnia W 3 – Władysław Pomorski (ps. „Jerzy”)
  - Drukarnia W 4 – Michał Wojewódzki (ps. „Andrzej”)
  - Drukarnia W 5 – Czesław Mierzejewski (ps. „Marek”)
  - Drukarnia W 6 – Jerzy Mierzejewski (ps. „Jacek”)
  - Drukarnia W 7 – Michał Wojewódzki (ps. „Andrzej”)
  - Drukarnia W 8 – Jerzy Paszyc (ps. Stefan”)
  - Drukarnia W 9 – Marian Jędrzejczyk (ps. „Kazimierz”)
  - Drukarnia W 10 – Stanisław Stopczyk (ps. „Antoni”)
- Redakcja Fachowych Pism Wojskowych – ppłk Mieczysław Biernacki (ps. „Mieczysław”)
  - „Insurekcja” – Mieczysław Biernacki
  - „Żołnierz Polski” – Mieczysław Biernacki

Biura Informacji i Propagandy funkcjonowały również w poszczególnych okręgach AK, np. w Okręgu „Łódź”.